# Научно-исследовательский институт физико-химической биологии имени А. Н. Белозерского
Научно-исследовательский институт физико-химической биологии имени А. Н. Белозерского — высшее учебно-научное заведение, основанное в 1965 году для подготовки научно-исследовательских кадров и проведения научных исследований в области биоорганической химии, современной биофизики, молекулярной биологии и вирусологии, клеточной биологии, биомедицины, геномики, протеомики и биоинформатики, в качестве обособленного учебного заведения входит в структуру Московского государственного университета имени М. В. Ломоносова.

## История
По инициативе академика А. Н. Белозерского в 1956 году Постановлением Совета Министров СССР и приказом Министерства высшего и специального образования СССР в Московском государственном университете была создана Межфакультетская лаборатория биоорганической химии, для подготовки научно-исследовательских кадров и проведения научных исследований в области биоорганической химии, современной биофизики, молекулярной биологии и вирусологии, клеточной биологии, биомедицины, геномики, протеомики и биоинформатики. Основную роль в создании и развитии лаборатории и института играли такие известные учёные, как академики: М. А. Прокофтев, С. Е. Северин, А. С. Спирин, И. В. Березин и И. М. Гельфанд.
Основной деятельностью института являются пять главных научный направлений:
Математические модели в биологии, Структура и функция биологических мембран, биоэнергетика и фотосинтез, Структура и функционирование клетки, межклеточные взаимодействия, молекулярные механизмы клеточной дифференцировки, иммунитета и онкогенеза, Структура и функция биологических макромолекул и макромолекулярных комплексов и биокатализ. Белковая и генетическая инженерия а так же молекулярная медицина
В состав института входят двадцать четыре научно-исследовательских отдела: фотобиофизики, сигнальных систем клетки (под руководством профессора П. П. Филиппова), структуры и функции рибонуклеиновых кислот (под руководством академика РАН О. А. Донцовой), химии нуклеиновых кислот, иммунологии (под руководством академика РАН С. А. Недопасова), хроматографического анализа (под руководством профессора Л. А. Баратовой), биохимии животной клетки, белков растений, биохимии вирусов растений (под руководством академика РАН И. Г. Атабекова), взаимодействия вирусов с клеткой, математических методов в биологии, молекулярных основ онтогенеза (под руководством член-корреспондента РАН Б. Ф. Ванюшин), физических методов измерений, изотопного анализа, химии и биохимии нуклеопротеидов, биоэнергетики (под руководством академика РАН В. П. Скулачёва, электронной микроскопии, эволюционной биохимии, молекулярной энергетики микроорганизмов, фотосинтеза и флуоресцентных методов исследований, химии белка, биокинетики, научной информации и функциональной биохимии биополимеров, а также две лаборатории: молекулярных механизмов старения и биоэнергетики клетки. С 2002 года в единый научно-образовательный комплекс с НИИ физико-химической биологии имени А. Н. Белозерского вошёл созданный академиком В. П. Скулачёвым — факультет биоинженерии и биоинформатики.
Научно-практическая деятельность института ведётся в таких программах как:
«Научно-педагогические и научные кадры в области инвестиций», «Исследование и разработка в области приоритетных направлений развития научно-технологического комплекса Российской Федерации», «Ведущие научные школы Российской Федерации», в частности институт входит в программу Правительства Москвы в области разработки и освоения передовых методов и средств профилактики, диагностики и лечения инфекционных и онкологических болезней"
Институт участвует в более ста программах и проектах Российского фонда фундаментальных исследований и в более двадцати зарубежным проектам, в том числе по программе Всемирной организации здравоохранения в области глобального искоренения полиомиелита. Институтом осуществляется сотрудничество с ведущими зарубежными университетами и научными институтами таких стран как: США, Канада, Франция, Италия, Германия, Швейцария, Швеция, Нидерланды, Дания, Япония, Тайвань и Литва. С 1989 года институт был включён в сеть базовых институтов в области физико-химической биологии ЮНЕСКО.
В НИИ физико-химической биологии работают более двухсот пятидесяти научных сотрудников и более ста тридцати техников и инженеров, среди научно-педагогических кадров института — 5 академиков и 4 член-корреспондентов РАН, 74 доктора и 129 кандидатов наук.

## Структура
Основной источник:
- Отдел фотобиофизики
  - Лаборатория электрогенных фотопроцессов
  - Лаборатория структуры и функции светособирающих антенн
- Отдел сигнальных систем клетки
- Отдел структуры и функции рибонуклеиновых кислот
- Отдел химии нуклеиновых кислот
- Отдел иммунологии
- Отдел хроматографического анализа
  - Лаборатория межмембранных взаимодействий клеток
- Отдел биохимии животной клетки
- Отдел белков растений
- Отдел биохимии вирусов растений
  - Лаборатория генной инженерии вирусов
  - Лаборатория молекулярной биологии вирусов
- Отдел взаимодействия вирусов с клеткой
  - Лаборатория молекулярной эпидемиологии
- Отдел математических методов в биологии
- Отдел молекулярных основ онтогенеза
  - Лаборатория структуры генома
  - Лаборатория топогенеза белков
- Отдел физических методов измерений
- Отдел изотопного анализа
- Отдел химии и биохимии нуклеопротеидов
  - Лаборатория нуклеиново-белковых взаимодействий
  - Лаборатория молекулярной биологии гена
  - Лаборатория регуляции синтеза белка
- Отдел биоэнергетики
  - Лаборатория структуры и функции мембран
  - Лаборатория биологически свободного окисления
- Отдел электронной микроскопии
  - Лаборатория ультраструктуры клеточного ядра
  - Лаборатория клеточной подвижности
- Отдел эволюционной биохимии
  - Лаборатория геносистематики животных
  - Лаборатория геносистематики растений
- Отдел молекулярной энергетики микроорганизмов
  - Лаборатория электронного транспорта
  - Лаборатория гемопротеидов
  - Лаборатория фотохимии биомембран
- Отдел фотосинтеза и флуоресцентных методов исследований
  - Лаборатория переноса энергии возбуждения при фотосинтезе
- Отдел химии белка
- Отдел биокинетики
  - Лаборатория ферментативных модификаций физиологически активных соединений
- Отдел научной информации
- Отдел функциональной биохимии биополимеров
  - Лаборатория структуры и функции митохондрий
  - Лаборатория биохимии двигательных систем
  - Лаборатория структуры и функции цитоскелета
- Лаборатория молекулярных механизмов старения
- Лаборатория биоэнергетики клетки

## Руководство
- 1965—1972 —  Белозерский, Андрей Николаевич, академик АН СССР
- с 1972 — академик РАН Скулачёв, Владимир Петрович

## Известные преподаватели
- Северин, Сергей Евгеньевич — д.б.н., профессор, академик РАН и РАМН
- Спирин, Александр Сергеевич — д.б.н., профессор, академик АН СССР и РАН
- Гельфанд, Израиль Моисеевич — д.ф.м.н., профессор, академик АН СССР и РАН
- Прокофьев, Михаил Алексеевич — д.х.н., профессор, академик АПН СССР
- Богданов, Алексей Алексеевич — д.х.н., профессор, академик РАН
- Донцова, Ольга Анатольевна — д.х.н., профессор, академик РАН
- Шувалов, Владимир Анатольевич — д.б.н., профессор, академик РАН[6]
- Недоспасов, Сергей Артурович — д.б.н., профессор, академик РАН
- Атабеков, Иосиф Григорьевич — д.б.н., профессор, академик РАН[6]
- Березин, Илья Васильевич — д.х.н., профессор, чл.-корреспондент АН СССР
- Васильев, Юрий Маркович — д.м.н., профессор, чл.-корреспондент РАН
- Ванюшин, Борис Фёдорович — д.б.н., профессор, чл.-корреспондент РАН
- Варфоломеев, Сергей Дмитриевич — д.х.н., профессор, чл.-корреспондент РАН
- Поглазов, Борис Фёдорович — д.б.н., профессор, чл.-корреспондент РАН
- Ченцов, Юрий Сергеевич — д.б.н., профессор и заслуженный профессор МГУ
- Аваева, Светлана Михайловна — д.х.н., профессор, лауреат Государственной премии СССР
- Баратова, Людмила Алексеевна — д.б.н., профессор, лауреат Государственной премии РФ в области науки и технологий
- Филиппов, Павел Павлович — д.б.н., профессор
- Антонов, Андрей Сергеевич — д.б.н., профессор